# 도르니에 Do 217

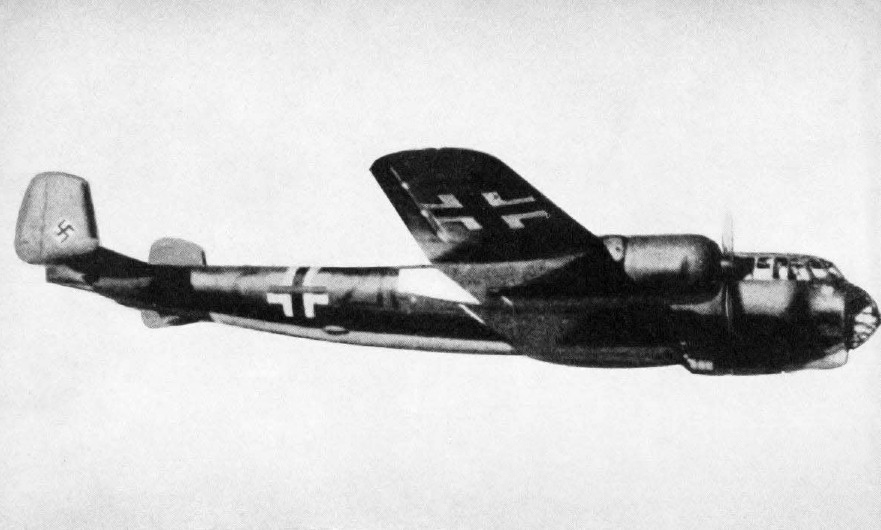
도르니에 Do 217 E-2

도르니에 Do 217(Dornier Do 217)은 날아다니는 연필이라는 별칭의 도르니에 Do 17의 더 강력한 개발품으로서 제2차 세계 대전 기간 중 나치 독일의 루프트바페가 사용한 폭격기이다. 1937년과 1938년에 중폭격기로서 설계되었으며 Do 217의 디자인은 1939년 개선되어 1940년 말에 생산이 시작되었다. 1941년 초 서비스에 들어갔으며 1942년 초에 상당한 대수로 이용이 가능해졌다.
도르니에 Do 217은 Do 17에 비해 훨씬 더 큰 폭탄 적재 용량과 훨씬 더 큰 활동 범위를 갖추었다.

## 변종 목록
- Do 217 A-0
- Do 217 C-0
- Do 217 E-0
- Do 217 E-1
- Do 217 E-2
- Do 217 E-3
- Do 217 E-4
- Do 217 E-5
- Do 217 G
- Do 217 H
- Do 217 K
- Do 217 K-1
- Do 217 K-2
- Do 217 K-3
- Do 217 M
- Do 217 M-1
- Do 217 M-3
- Do 217 M-5
- Do 217 M-11
- Do 217 J
- Do 217 J-1
- Do 217 J-2
- Do 217 L
- Do 217 N
- Do 217 N-1
- Do 217 N-2
- Do 217 P
- Do 217 R

## 생산
분기별 생산이 1939~1944년 동안 이루어졌다.
| 분기  | 연도 | 폭격기 | 야간 요격 전투기 |
| ----- | ---- | ------ | ---------------- |
| 4분기 | 1939 | 1      | 0                |
| 1분기 | 1940 | 1      | 0                |
| 2분기 | 1940 | 4      | 0                |
| 3분기 | 1940 | 3      | 0                |
| 4분기 | 1940 | 12     | 0                |
| 1분기 | 1941 | 47     | 0                |
| 2분기 | 1941 | 52     | 0                |
| 3분기 | 1941 | 105    | 0                |
| 4분기 | 1941 | 73     | 0                |
| 1분기 | 1942 | 99     | 8                |
| 2분기 | 1942 | 164    | 75               |
| 3분기 | 1942 | 160    | 46               |
| 4분기 | 1942 | 141    | 28               |
| 1분기 | 1943 | 187    | 70               |
| 2분기 | 1943 | 181    | 64               |
| 3분기 | 1943 | 135    | 73               |
| 4분기 | 1943 | 1      | 0                |

## 같이 보기
- 도르니에 Do 17
- 도르니에 Do 215
- 융커스 Ju 188
- 4식 중폭격기
- 노스 아메리칸 B-25 미첼
- 투폴레프 Tu-2